# Le Orme
Le Orme („Die Fußspuren“) ist eine italienische Progressive-Rock-Band. 1966 als Beatband gegründet, wandte sie sich – nach ersten psychedelischen Versuchen – in den 70er-Jahren einem von Emerson, Lake and Palmer inspirierten Prog-Rock zu. Neben Premiata Forneria Marconi und Banco del Mutuo Soccorso gilt die Band als einer der bedeutendsten Vertreter des Genres in Italien.

## Bandgeschichte
Gegründet wurde die Band 1966 in Marghera, bestehend aus Aldo Tagliapietra, Nino Smeraldi, Claudio Galieti und Marino Rebeschini. Erste Single war Fiori e colori, die 1967 erschien. Michi Dei Rossi ersetzte Rebeschini am Schlagzeug, 1968 erschienen Senti l’estate che torna und – nach dem Eintritt von Tony Pagliuca als Keyboarder – Milano 1968 sowie das erste Album Ad gloriam. 1969 stieg Galieti aus der Band aus und die verbleibenden Mitglieder nahmen die Single Irene auf, dann verließ auch Smeraldi die Band, die als Trio (ohne Gitarrist) weiterbestand. Mit der Single Il profumo delle viole begann die Band eine mehrjährige Zusammenarbeit mit Produzent Gian Piero Reverberi und 1971 erschien mit Collage ihr erstes Progressive-Album.
Dem erfolgreichen Album folgte 1972 Uomo di pezza, das die Single Gioco di bimba enthielt. 1973 erschien Felona e Sorona, das auch in einer englischsprachigen Version (mit Texten von Peter Hammill) für den internationalen Markt veröffentlicht wurde. Als erstes Livealbum brachte die Band 1974 In concerto heraus, im selben Jahr folgte auch das Album Contrappunti. Mit dem Gitarristen Tolo Marton nahm Le Orme dann in Los Angeles das nächste Album Smogmagica auf, Marton wurde jedoch gleich im Anschluss durch Germano Serafin ersetzt. Die Single Canzone d’amore war 1976 ein großer Charterfolg, als nächstes Album erschien Verità nascoste (nun nicht mehr mit Reverberi). Nach Storia o leggenda legte die Band eine kurze Pause ein.
Wieder mit Produzent Reverberi, nahm Le Orme 1979 das Album Florian auf. Nach Piccola rapsodia dell’ape (1980)
verblieb die Band erneut ohne Gitarrist und nahm als Trio mit Marinai am Sanremo-Festival 1982 teil. Das Album Venerdì kündigte daraufhin die Auflösung der Band an.

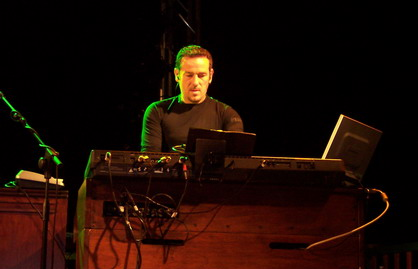
Keyboarder Michele Bon (2005)

1987 kehrte Le Orme jedoch wieder zum Sanremo-Festival zurück (sie präsentierte dort Dimmi che cos’è) und legte drei Jahre später auch wieder ein neues Album vor, Orme, produziert von Mario Lavezzi. 1992 trat Pagliuca aus der Band aus und wurde durch Michele Bon ersetzt. Mit dem Pianisten Francesco Sartori ging die Gruppe auf ausgedehnte Tournee und präsentierte Klassiker des italienischen Progressive Rock. 1996 erschien das nächste Album Il fiume, in dem sich Le Orme stilistisch wieder auf die Anfänge zurückbesann. 1997 folgte die Kompilation Amico di ieri und an Sartoris Stelle trat Andrea Bassato.
Die Band setzte ihre Tätigkeit auch im neuen Jahrtausend fort, mit den Alben Elementi (2001) und L’infinito (2004). Ihre Tourneen führten sie auch nach Amerika; 2008 erschien das Video- und Livealbum Live in Pennsylvania. Andrea Bassato verließ die Gruppe wieder und 2009 kam es zum Bruch zwischen Gründer Aldo Tagliapietra und den anderen beiden Bandmitgliedern. Michi Dei Rossi führte die Band unter gleichem Namen weiter und holte Jimmy Spitaleri als neuen Sänger ins Boot. Außerdem stießen Fabio Trentini, Federico Gava und William Dotto dazu. In dieser Besetzung veröffentlichte die Band 2011 das Album La via della seta. Nach weiteren Besetzungswechseln erschien 2017 das Album ClassicOrme, nun mit Alessio Trapella als Sänger und Bassist.

## Diskografie

### Studioalben
- 1969: Ad gloriam
- 1970: L’aurora delle Orme

| Jahr | Titel Musiklabel                  | Höchstplatzierung, Gesamtwochen, AuszeichnungChartsChartplatzierungen (Jahr, Titel, Musiklabel, Platzierungen, Wochen, Auszeichnungen, Anmerkungen) | Anmerkungen                                                   |
| Jahr | Titel Musiklabel                  | IT | Anmerkungen                                                   |
| ---- | --------------------------------- | --- | ------------------------------------------------------------- |
| 1971 | Collage Philips                   | IT10 (… Wo.)IT | 2021: 50th Anniversary Remastered Edition (Platz 61, 1 Woche) |
| 1972 | Uomo di pezza Philips             | IT2 (43 Wo.)IT |                                                               |
| 1973 | Felona e Sorona Philips           | IT2 (24 Wo.)IT | 2011 Platz 79 (1 Woche) in den FIMI-Charts                    |
| 1974 | Contrappunti Philips              | IT13 (12 Wo.)IT |                                                               |
| 1975 | Smogmagica Philips                | IT16 (17 Wo.)IT |                                                               |
| 1976 | Verità nascoste Philips           | IT8 (20 Wo.)IT |                                                               |
| 1977 | Storia o leggenda Philips         | IT15 (20 Wo.)IT |                                                               |
| 1979 | Florian Philips                   | IT13 (13 Wo.)IT |                                                               |
| 1980 | Piccola rapsodia dell’ape Philips | IT22 (3 Wo.)IT |                                                               |
| 1982 | Venerdì                           | — |                                                               |
| 1990 | Orme                              | — |                                                               |
| 1996 | Il fiume                          | — |                                                               |
| 2001 | Elementi                          | — |                                                               |
| 2004 | L’infinito                        | — | Erstveröffentlichung: 30. Juni 2004                           |
| 2011 | La via della seta                 | IT95 (1 Wo.)IT | Erstveröffentlichung: 12. April 2011                          |
| 2017 | ClassicOrme                       | — | Erstveröffentlichung: 7. April 2017                           |
| 2019 | Sulle ali di un sogno             | IT52 (1 Wo.)IT | Erstveröffentlichung: 15. März 2019                           |
| 2023 | Le Orme & Friends                 | IT31 (1 Wo.)IT | Erstveröffentlichung: 13. Oktober 2023                        |

### Livealben
| Jahr | Titel               | Höchstplatzierung, Gesamtwochen, AuszeichnungChartsChartplatzierungen (Jahr, Titel, Platzierungen, Wochen, Auszeichnungen, Anmerkungen) | Anmerkungen |
| Jahr | Titel               | IT | Anmerkungen |
| ---- | ------------------- | --- | ----------- |
| 1974 | In concerto Philips | IT8 (22 Wo.)IT |             |

Weitere Livealben
- 2008: Live in Pennsylvania
- 2009: Live Orme
- 2010: Progfiles – Live in Rome

### Kompilationen (Auswahl)
| Jahr | Titel                                 | Höchstplatzierung, Gesamtwochen, AuszeichnungChartsChartplatzierungen (Jahr, Titel, Platzierungen, Wochen, Auszeichnungen, Anmerkungen) | Anmerkungen |
| Jahr | Titel                                 | IT | Anmerkungen |
| ---- | ------------------------------------- | --- | ----------- |
| 2005 | Studio Collection 1970-1980 Universal | IT44 (6 Wo.)IT |             |

### Singles (Auswahl)
| Jahr | Titel Album                   | Höchstplatzierung, Gesamtwochen, AuszeichnungChartsChartplatzierungen (Jahr, Titel, Album, Platzierungen, Wochen, Auszeichnungen, Anmerkungen) | Anmerkungen                    |
| Jahr | Titel Album                   | IT | Anmerkungen                    |
| ---- | ----------------------------- | --- | ------------------------------ |
| 1972 | Giochi di bimba Uomo di pezza | IT5 (18 Wo.)IT | B-Seite: Figure di cartone     |
| 1976 | Canzone d’amore –             | IT2 (18 Wo.)IT | B-Seite: È finita una stagione |
| 1976 | Verità nascoste               | IT13 (8 Wo.)IT | A-Seite: Regina al Troubadour  |
| 1978 | Storia o leggenda             | IT22 (3 Wo.)IT | A-Seite: Se io lavoro          |
| 1979 | Fine di un viaggio Florian    | IT22 (7 Wo.)IT | B-Seite: Il mago               |
| 1987 | Dimmi che cos’è –             | IT18 (3 Wo.)IT | Baby Records                   |

## Belege
1. ↑  Bruce Eder: Le Orme, Biography & History. In: Allmusic. Abgerufen am 22. Mai 2018.
2. ↑  Alessandro Bratus: In the Court of a Foreign King. 1970s Italian Progressive Rock in the UK. In: Franco Fabbri, Goffredo Plastino (Hrsg.): Made in Italy: Studies in Popular Music. Routledge, London 2016, ISBN 978-1-138-21342-5, S. 172.
3. 1 2 3  Chartquellen (Alben):
  - M&D-Chartarchiv. Musica e dischi, archiviert vom Original (nicht mehr online verfügbar) am 24. Juli 2017; abgerufen am 22. Mai 2018 (italienisch, kostenpflichtiger Abonnement-Zugang).  Info: Der Archivlink wurde automatisch eingesetzt und noch nicht geprüft. Bitte prüfe Original- und Archivlink gemäß Anleitung und entferne dann diesen Hinweis.
  - Alben von Le Orme. In: Italiancharts.com. Hung Medien, abgerufen am 22. Mai 2018.
4. ↑  M&D-Chartarchiv. Musica e dischi, archiviert vom Original (nicht mehr online verfügbar) am 24. Juli 2017; abgerufen am 22. Mai 2018 (italienisch, kostenpflichtiger Abonnement-Zugang).  Info: Der Archivlink wurde automatisch eingesetzt und noch nicht geprüft. Bitte prüfe Original- und Archivlink gemäß Anleitung und entferne dann diesen Hinweis.